# Denver Nuggets 2020-2021
La stagione 2020-2021 dei Denver Nuggets è stata la 45ª stagione della franchigia nella NBA.

## Draft
| Giro | Scelta | Giocatore  | Ruolo | Nazionalità | Università/Squadra |
| ---- | ------ | ---------- | ----- | ----------- | ------------------ |
| 1    | 22     | Zeke Nnaji | AG/C  | Stati Uniti | Arizona Wildcats   |

## Roster
| \| Pos. \| Num. \| Naz. \| Nome \| Altezza \| Peso \| Data nascita \| Provenienza \| \| ----- \| ---- \| ---- \| ------------------------ \| ------- \| ------ \| ------------ \| -------------- \| \| AG/C \| 0 \| \| Green, JaMychal \| 203 cm \| 103 kg \| 21-06-1990 \| Alabama \| \| P \| 00 \| \| Howard, Markus (TW) \| 178 cm \| 79 kg \| 03-03-1999 \| Marquette \| \| AP \| 1 \| \| Porter, Michael \| 208 cm \| 99 kg \| 29-06-1998 \| Missouri \| \| G/AP \| 5 \| \| Barton, Will \| 198 cm \| 82 kg \| 06-01-1991 \| Memphis \| \| G \| 3 \| \| Harrison, Shaquille (TW) \| 201 cm \| 86 kg \| 06-10-1993 \| Tulsa \| \| A/C \| 10 \| \| Bol, Bol \| 218 cm \| 100 kg \| 16-11-1999 \| Oregon \| \| C \| 34 \| \| McGee, JaVale \| 213 cm \| 122 kg \| 14-09-1994 \| Nevada \| \| P \| 11 \| \| Morris, Monté \| 188 cm \| 83 kg \| 19-01-1988 \| Iowa \| \| P \| 7 \| \| Campazzo, Facundo \| 178 cm \| 88 kg \| 23-03-1991 \| Argentina \| \| C \| 15 \| \| Jokić, Nikola (C) \| 211 cm \| 129 kg \| 19-02-1995 \| Serbia \| \| AG \| 22 \| \| Nnaji, Zeke \| 206 cm \| 109 kg \| 09-01-2001 \| Arizona \| \| G \| 25 \| \| Rivers, Austin \| 193 cm \| 91 kg \| 01-08-1992 \| Duke \| \| AG \| 4 \| \| Millsap, Paul \| 201 cm \| 117 kg \| 10-02-1985 \| Louisiana Tech \| \| G \| 27 \| \| Murray, Jamal \| 191 cm \| 98 kg \| 23-02-1997 \| Kentucky \| \| AP \| 31 \| \| Čančar, Vlatko \| 203 cm \| 107 kg \| 10-04-1997 \| Slovenia \| \| G \| 35 \| \| Dozier, P.J. \| 198 cm \| 93 kg \| 25-10-1996 \| South Carolina \| \| AP/AG \| 50 \| \| Gordon, Aaron \| 203 cm \| 107 kg \| 10-09-1995 \| Arizona \| | Allenatore - Michael Malone Assistente/i - David Adelman - Ryan Bowen - Jordi Fernández - Charles Klask - Wes Unseld jr. - John Beckett Legenda - (C) Capitano - (FA) Free agent - (S) Sospeso - (TW) Contratto Two-way - (GL) Assegnato a squadra G League affiliata - Infortunato Roster • Transazioni · Ultima transazione: 30 aprile 2021 |                                                   |                          |         |        |              |                |
| Pos. | Num. | Naz.                                              | Nome                     | Altezza | Peso   | Data nascita | Provenienza    |
| AG/C | 0 | Stati Uniti (bandiera)                            | Green, JaMychal          | 203 cm  | 103 kg | 21-06-1990   | Alabama        |
| P | 00 | Stati Uniti (bandiera)                            | Howard, Markus (TW)      | 178 cm  | 79 kg  | 03-03-1999   | Marquette      |
| AP | 1 | Stati Uniti (bandiera)                            | Porter, Michael          | 208 cm  | 99 kg  | 29-06-1998   | Missouri       |
| G/AP | 5 | Stati Uniti (bandiera)                            | Barton, Will             | 198 cm  | 82 kg  | 06-01-1991   | Memphis        |
| G | 3 | Stati Uniti (bandiera)                            | Harrison, Shaquille (TW) | 201 cm  | 86 kg  | 06-10-1993   | Tulsa          |
| A/C | 10 | Sudan del Sud (bandiera) · Stati Uniti (bandiera) | Bol, Bol                 | 218 cm  | 100 kg | 16-11-1999   | Oregon         |
| C | 34 | Stati Uniti (bandiera)                            | McGee, JaVale            | 213 cm  | 122 kg | 14-09-1994   | Nevada         |
| P | 11 | Stati Uniti (bandiera)                            | Morris, Monté            | 188 cm  | 83 kg  | 19-01-1988   | Iowa           |
| P | 7 | Argentina (bandiera)                              | Campazzo, Facundo        | 178 cm  | 88 kg  | 23-03-1991   | Argentina      |
| C | 15 | Serbia (bandiera)                                 | Jokić, Nikola (C)        | 211 cm  | 129 kg | 19-02-1995   | Serbia         |
| AG | 22 | Stati Uniti (bandiera)                            | Nnaji, Zeke              | 206 cm  | 109 kg | 09-01-2001   | Arizona        |
| G | 25 | Stati Uniti (bandiera)                            | Rivers, Austin           | 193 cm  | 91 kg  | 01-08-1992   | Duke           |
| AG | 4 | Stati Uniti (bandiera)                            | Millsap, Paul            | 201 cm  | 117 kg | 10-02-1985   | Louisiana Tech |
| G | 27 | Canada (bandiera)                                 | Murray, Jamal            | 191 cm  | 98 kg  | 23-02-1997   | Kentucky       |
| AP | 31 | Slovenia (bandiera)                               | Čančar, Vlatko           | 203 cm  | 107 kg | 10-04-1997   | Slovenia       |
| G | 35 | Stati Uniti (bandiera)                            | Dozier, P.J.             | 198 cm  | 93 kg  | 25-10-1996   | South Carolina |
| AP/AG | 50 | Stati Uniti (bandiera)                            | Gordon, Aaron            | 203 cm  | 107 kg | 10-09-1995   | Arizona        |

## Uniformi
- Casa

| Association |

- Trasferta

| Icon |

- Alternativa

| Statemant |

- Alternativa

| City |

- Alternativa

| Earned |

## Classifiche

### Southwest Division
| Northwest Division      | V  | S  | V%   | PR   | Casa  | Trasf | Div | PG |
| ----------------------- | -- | -- | ---- | ---- | ----- | ----- | --- | -- |
| c – Utah Jazz           | 52 | 20 | .722 | 0,0  | 31–5  | 21–15 | 7–5 | 72 |
| x – Denver Nuggets      | 47 | 25 | .653 | 5,0  | 25–11 | 22–14 | 9–3 | 72 |
| x – Portland T. Blazers | 42 | 30 | .583 | 10,0 | 20–16 | 22–14 | 6–6 | 72 |
| e – Minnesota T'wolves  | 23 | 49 | .319 | 29,0 | 13–23 | 10–26 | 5–7 | 72 |
| e – Oklahoma Thunder    | 22 | 50 | .306 | 30,0 | 10–26 | 12–24 | 3–9 | 72 |

### Western Conference
| Western Conference | Western Conference      | Western Conference | Western Conference | Western Conference | Western Conference | Western Conference |
| #                  | Squadra                 | V                  | S                  | V%                 | PR                 | PG                 |
| ------------------ | ----------------------- | ------------------ | ------------------ | ------------------ | ------------------ | ------------------ |
| 1                  | c – Utah Jazz *         | 52                 | 20                 | .722               | –                  | 72                 |
| 2                  | y – Phoenix Suns *      | 51                 | 21                 | .708               | 1,0                | 72                 |
| 3                  | x – Denver Nuggets      | 47                 | 25                 | .653               | 5,0                | 72                 |
| 4                  | x – L.A. Clippers       | 47                 | 25                 | .653               | 5,0                | 72                 |
| 5                  | y – Dallas Mavericks *  | 42                 | 30                 | .583               | 10,0               | 72                 |
| 6                  | x – Portland T. Blazers | 42                 | 30                 | .583               | 10,0               | 72                 |
|                    |                         |                    |                    |                    |                    |                    |
| 7                  | xp – L.A. Lakers        | 42                 | 30                 | .583               | 10,0               | 72                 |
| 8                  | xp – Memphis Grizzlies  | 38                 | 34                 | .528               | 14,0               | 72                 |
| 9                  | ep – G.S. Warriors      | 39                 | 33                 | .542               | 13,0               | 72                 |
| 10                 | ep – San Antonio Spurs  | 33                 | 39                 | .458               | 19,0               | 72                 |
|                    |                         |                    |                    |                    |                    |                    |
| 11                 | e – N.O. Pelicans       | 31                 | 41                 | .431               | 21,0               | 72                 |
| 12                 | e – Sacramento Kings    | 31                 | 41                 | .431               | 21,0               | 72                 |
| 13                 | e – Minnesota T'wolves  | 23                 | 49                 | .319               | 29,0               | 72                 |
| 14                 | e – Oklahoma Thunder    | 22                 | 50                 | .306               | 30,0               | 72                 |
| 15                 | e – Houston Rockets     | 17                 | 55                 | .236               | 35,0               | 72                 |

Note:
- z – Fattore campo per gli interi playoff
- c – Fattore campo per le finali di Conference
- y – Campione della division
- x – Qualificata ai playoff
- p – Qualificata ai play-in
- e – Eliminata dai playoff
- * – Leader della division

## Mercato

### Free Agency

#### Prolungamenti contrattuali
| Data        | Giocatore    | Contratto             |
| ----------- | ------------ | --------------------- |
| 24 novembre | Bol Bol      | 2 anni - $4,2 milioni |
| 3 dicembre  | Paul Millsap | 1 anno - $10 milioni  |
| 9 dicembre  | Monté Morris | 3 anni - $4,6 milioni |

#### Acquisti
| Data             | Giocatore          | Contratto              | Provenienza         |
| ---------------- | ------------------ | ---------------------- | ------------------- |
| 24 novembre      | Greg Whittington   | Contratto Two-way      | Galatasaray         |
| 30 novembre 2020 | Isaiah Hartenstein | 2 anni - $3,4 milioni  | Houston Rockets     |
| 30 novembre 2020 | Markus Howard      | Contratto Two-way      | Marquette G. Eagles |
| 30 novembre 2020 | Facundo Campazzo   | 2 anni - $6,4 milioni  | Real Madrid         |
| 30 novembre 2020 | JaMychal Green     | 2 anni - $14,8 milioni | L.A. Clippers       |
| 9 aprile 2021    | Shaquille Harrison | Contratto Two-way      | Utah Jazz           |
| 30 aprile 2021   | Austin Rivers      | 1 anno - $270.142      | N.Y. Knicks         |

#### Cessioni
| Data             | Giocatore        | Motivo                       | Nuova squadra      |
| ---------------- | ---------------- | ---------------------------- | ------------------ |
| 22 novembre 2020 | Jerami Grant     | Free Agency (sign and trade) | Detroit Pistons    |
| 22 novembre 2020 | Keita Bates-Diop | Tagliato                     | San Antonio Spurs  |
| 26 novembre 2020 | Torrey Craig     | Free Agency                  | Milwaukee Bucks    |
| 27 novembre 2020 | Noah Vonleh      | Free Agency                  | Chicago Bulls      |
| 1 dicembre 2020  | Mason Plumlee    | Free Agency                  | Detroit Pistons    |
| 3 dicembre 2020  | Troy Daniels     | Free Agency                  | free agent         |
| 3 dicembre 2020  | Tyler Cook       | Free Agency                  | Minnesota T'wolves |
| 9 aprile 2021    | Greg Whittington | Tagliato                     | free agent         |
| 9 aprile 2021    | Gary Clark       | Tagliato                     | Philadelphia 76ers |

### Scambi
| 22 novembre 2020 | Denver Nuggets Cash considerations | Detroit Pistons Jerami Grant (Sign and trade) Draft rights per Nikola Radičević (2015 #57) |
| 24 novembre 2020 | Scambio a 4 team | Scambio a 4 team |
| 24 novembre 2020 | Denver Nuggets Draft rights per R.J. Hampton (2020 #24) (da Milwaukee) | Milwaukee Bucks Jrue Holiday (da New Orleans) Draft rights per Sam Merrill (2020 #60) (da New Orleans) |
| 24 novembre 2020 | N.O. Pelicans Steven Adams (da Oklahoma City) Eric Bledsoe (da Milwaukee) Swap Scelta MIL 1º giro Draft 2024 Scelta MIL 1º giro Draft 2025 Swap Scelta MIL 1º giro Draft 2026 Scelta MIL 1º giro Draft 2027 | Oklahoma Thunder George Hill (da Milwaukee) Zylan Cheatham (da New Orleans) (Sign and trade) Josh Gray (da New Orleans) (Sign and trade) Darius Miller (da New Orleans) Kenrich Williams (da New Orleans) (Sign and trade) Scelta protetta DEN 1º giro Draft 2023 Scelta WAS 2º giro Draft 2023 (da New Orleans) Scelta NO 2º giro Draft 2024 |
| 25 marzo 2021    | Denver Nuggets Aaron Gordon Gary Clark | Detroit Pistons Gary Harris R.J. Hampton Scelta 1º giro Draft 2025 |
| 25 marzo 2021    | Denver Nuggets JaVale McGee | Cleveland Cavaliers Isaiah Hartenstein Scelta protetta 2º giro Draft 2023 Scelta 2º giro Draft 2027 |